# Slavko Petrović
Slavko Petrović (in serbo Славко Петровић?; Belgrado, 10 novembre 1958) è un allenatore di calcio ed ex calciatore serbo con cittadinanza tedesca, di ruolo portiere, tecnico del Olimpik Sarajevo.

## Palmarès

### Allenatore

#### Competizioni nazionali
- Coppa di Bosnia ed Erzegovina: 1

Radnik Bijeljina: 2015-2016